# Kalbådan
Kalbådan är en ö i Finland. Den ligger i Norra Östersjön och i kommunen Hangö i den ekonomiska regionen  Raseborg i landskapet Nyland, i den sydvästra delen av landet. Ön ligger omkring 130 kilometer väster om Helsingfors.
Öns area är 0,3 hektar och dess största längd är 80 meter i öst-västlig riktning. Närmaste större samhälle är Hangö, 10,9 km nordost om Kalbådan.